# Хайд (окръг, Южна Дакота)
Вижте пояснителната страница за други значения на Хайд.
Окръг Хайд (на английски: Hyde County) е окръг в щата Южна Дакота, Съединени американски щати. Площта му е 2244 km², а населението - 1318 души (2017). Административен център е град Хаймор.